# Петербургский международный экономический форум 2025
Петербургский международный экономический форум 2025 (ПМЭФ-2025) — деловое мероприятие мирового уровня, прошедшее в Санкт-Петербурге с 18 по 21 июня 2025 года.
Главная тема 28-го ПМЭФ: «Общие ценности — основа роста в многополярном мире».

## Участие «первых лиц» иностранных государств на ПМЭФ-2025
На полях Петербургского международного экономического форума выступит президент РФ Владимир Путин. В работе форума также примут участие политические деятели из порядка 50 стран мира, в том числе Индонезии, ЮАР, КНР, Ирака, Вьетнама, Лаоса. Среди гостей форума будут президент Индонезии Прабово Субианто, президент Абхазии Бадра Гунба, президент Республики Сербской (БиГ) Милорад Додик, председатель правительства Республики Южная Осетия Константин Джуссоев, вице-президент Йемена Тарик Салех, вице-президент ЮАР Пол Машатиле, заместитель премьера Государственного совета КНР Дин Сюэсян, а также вице-премьеры Азербайджана, Армении, Боснии и Герцеговины, Вьетнама, Ирака, Казахстана, Киргизии, Лаоса, Мьянмы, Танзании, Туркменистана и Узбекистана.

## Критика
Самым высокопоставленным иностранным гостем на форуме стал президент Индонезии Правобо Субианто, другие «дружественные» страны и страны БРИКС (Китай, Индия и ЮАР) были представлены чиновниками низкого ранга. Также форум проигнорировали ведущие российские бизнесмены и главы государственных компаний, из топ-50 российского рейтинга Forbes на форум приехали лишь шестеро. Ни одна из западных компаний участия в форуме не приняла.